# الست ۳۹۳۶
سیارک ۳۹۳۶ (به انگلیسی: 3936 Elst، نامگذاری:2321T-3) سه هزار و نهصد و سی و ششمین سیارک کشف شده‌است که در ۱۶ اکتبر ۱۹۷۷ کشف شد.
قدر مطلق سیارک برابر ۱۳٫۰۰ است.